# Jacques Frantz
Jacques Frantz (ur. 4 kwietnia 1947 w Dijon, zm. 17 marca 2021 w Paryżu) – francuski aktor teatralny, filmowy oraz głosowy.

## Życiorys
Urodził się w 1947 roku w mieście Dijon we Francji. Absolwent Francuskiej Narodowej Akademii Sztuk Dramatycznych, nominowany do nagrody Moliera. Był znany przede wszystkim z ról teatralnych i głosowych. Użyczył głosu wielu znanym aktorom, takich jak m.in. Robert De Niro, Mel Gibson, John Goodman i Nick Nolte.
Od października 2013 roku był oficjalnym głosem rozgłośni Nostalgie. Frantz pojawiał się także w filmach, najbardziej znane filmy w których wystąpił to: Don Juan (1998), Kochaj ojca (2002), Gosposia (2002), Prawdziwa legenda Wieży Eiffla (2005), G.I. Joe: Czas Kobry (2009), Heartbreaker. Licencja na uwodzenie (2010) oraz Królowe ringu (2013).
Jacques Frantz zmarł 17 marca 2021 roku, miał 73 lata.